# Čang Čchien
Čang Čchien, pinyin Zhang Qian, čínsky 張騫 (?, Chan-čung - asi 114 před n. l.) byl čínský diplomat a cestovatel.

## Život
Byl diplomatem čínského císaře Wu-ti. Za jeho vlády začala mít Čína potíže s nájezdnickými kmeny Siungnuů (pravděpodobně totožnými s Huny, jak se jim říkalo v Evropě). Wu-Ti tedy Čang Čchiena poslal okolo roku 139 před n. l. na diplomatickou misi ke kmeni Jüe-č’ (Tocharů), aby s ním vyjednal spojenectví proti Siungnuům. Jeho poselstvo mělo asi sto členů. Poblíž města Tun-chuang však celé poselstvo padlo do siungnuského zajetí. V zajetí pak prý Čang Čchien strávil 10 let (byť údaje se různí). Oženil se s místní dívkou a spolu s ní kolem roku 128 před n. l. uprchl. Přes pohoří Pamír a území současného Uzbekistánu se dostal pod Hindúkuš (dnešní Afghánistán), kde sídlil kmen Jüe-č’ů. Navzdory dlouhému zajetí se pokusil dohodnout alianci a splnit tak zadání své mise. Jüe-č’ové ale odmítli. Čang tedy vyrazil zpět do Číny. Přešel znovu Pamír, ale v Chotanu ho znovu zajali Siungnuové. Ve zmatku po smrti siungnuského náčelníka ale znovu prchl a v roce 126 před n. l. konečně dorazil do Číny, konkrétně do Čchang-anu (dnešní Xi-an).
V roce 117 před n. l. zamířil na další diplomatickou misi, a to ke kmeni Wusunů, kteří žili mezi jezerem Balchaš a Ťan-šanem (dnešní Kazachstán). Ani tato mise ovšem nebyla úspěšná, i Wusunové spojenectví s čínským císařem odmítli. Protože však tentokrát byla cesta mnohem klidnější (Siungnuové byli již v té době vytlačeni na sever), dal Čang Čchien výpravě i vědecký rozměr. Během cesty vysílal výzkumné skupinky do různých stran, aby shromáždili co nejvíce geografických, etnografických a politických informací. Číňané tak získali přehled o střední Asii, Persii i Indii. To bylo zásadní pro pozdější vznik Hedvábné stezky. Čang zemřel krátce po návratu z této klíčové výpravy. Čang Čchien, je líčen v knize Wu-šuang pchu (neboli Seznam jedinečných hrdinů).